# پولکا دات من
پولکا دات من یا مرد خال‌خالی (به انگلیسی: Polka-Dot Man) با نام اصلی ابنر کریل، یک شخصیت خیالی ابرشرور در کتاب‌های کامیک آمریکایی منتشر شده توسط دی‌سی کامیکس است. این شخصیت توسط بیل فینگر و شلدون ملدوف خلق شده است و برای نخستین بار در شمارهٔ ۳۰۰ از مجموعه کمیک‌های کارآگاهی (فوریه ۱۹۶۲) حضور پیدا کرد. این شخصیت عمدتاً دشمن بتمن به تصویر کشیده شده است.
او در فیلم جوخه انتحار (۲۰۲۱) با هنرنمایی دیوید دستمالچیان، فیلم لگو بتمن و بتمن شجاع و جسور ظاهر شده است و عمدتاً به عنوان یک شخصیت افتخاری و گمنام یاد می‌شود.